# Клескуші
Клескуші (рос. Клескуши) — присілок у Лузькому районі Ленінградської області Російської Федерації.
Населення становить 9 осіб. Належить до муніципального утворення Осьминське сільське поселення.

## Історія
Згідно із законом від 28 вересня 2004 року № 65-оз належить до муніципального утворення Осьминське сільське поселення.

## Населення
| 1838 | 1862 | 1928 | 1965 | 1997 | 2007 | 2010 |
| ---- | ---- | ---- | ---- | ---- | ---- | ---- |
| 81   | ↗94  | ↗377 | ↘120 | ↘28  | ↘10  | ↘9   |